# Bryan Singer
Bryan Jay Singer (n. 17 septembrie 1965, New York) este un regizor american și producător de film. A fost apreciat de critici pentru filmul The Usual Suspects, dar și de fani mai ales cei ai genului științifico-fantastic sau cu supereroi pentru filme ca X-Men sau Superman Returns.

A primit Premiul Saturn pentru cel mai bun regizor în 2000 și 2006.

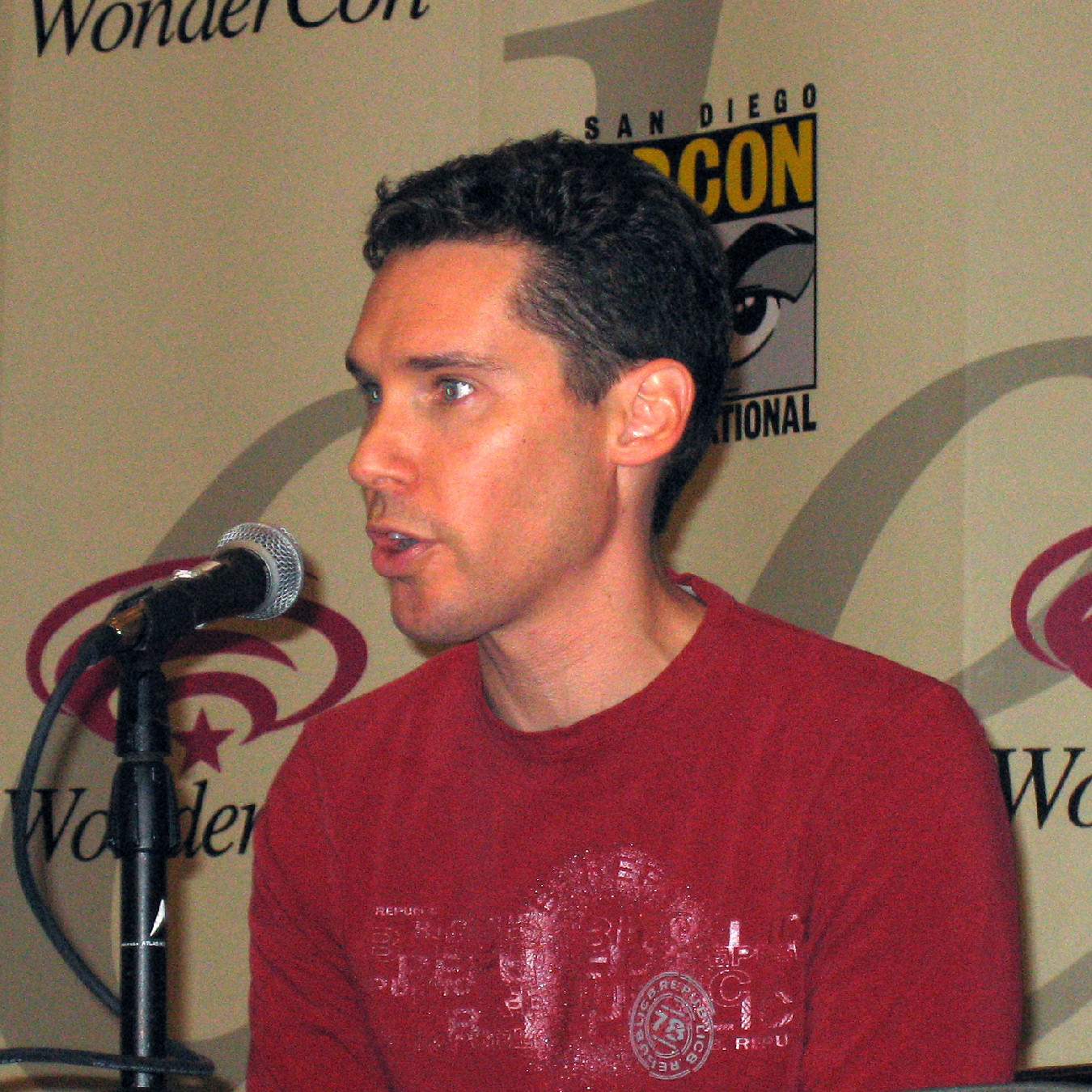

## Viața  Timpurie
Singer s-a născut în New York și a fost adoptat de Grace Sinden, o activistă de mediu și de Norbert Dave Singer, un executiv corporativ.  A crescut într-o gospodărie evreiască din West Windsor Township, New Jersey . În adolescență, a început să facă filme de 8 mm, precum și să experimenteze fotografia.  A urmat liceul West Windsor-Plainsboro , absolvind în 1984.  A studiat realizarea de film timp de doi ani la Școala de Arte Vizuale din New York, iar ulterior s-a transferat la Școala de Arte Cinematice USC din Los. Angeles unde a urmat programul de studii critice. 

### Anii 1980–90
Singer a regizat în 1988 un scurtmetraj numit Lion's Den, care implică o serie de prieteni, printre care actorul Ethan Hawke , pe care îl cunoștea din copilăria sa din New Jersey, și editorul John Ottman , pe care îl cunoscuse în timp ce lucra la scurtmetrajul unui prieten.  După o proiecție a Lion's Den , Singer a fost abordat de cineva de la Tokuma Japan Productions, o companie japoneză interesată să finanțeze o serie de filme cu buget redus.  Singer a lansat un concept care a devenit în cele din urmă filmul Public Access (1993). Ottman a servit din nou ca editor, dar de data aceasta a compus și partitura pentru film. La Festivalul de film Sundance din 1993, filmul a fost numit co-câștigător al Marelui Premiu al Juriului împreună cu Ruby in Paradise . 
În 1994, a fondat compania de producție Bad Hat Harry Productions, în omagiu pentru Steven Spielberg și faimoasa linie de la Jaws . Singer a urmat acest lucru regizând The Usual Suspects , care a fost ecranizat în afara competiției la Festivalul de Film de la Cannes din 1995 . [ citație necesară ] A fost un succes, câștigând lui Christopher McQuarrie un premiu Oscar pentru cea mai bună scriere (scenariu original) , iar actorului Kevin Spacey un premiu Oscar pentru cel mai bun actor în rol secundar . [ este necesară citarea ]
În 1998, Singer a obținut drepturile de a se adapta lui Stephen King e nuvelă Apt Elev , un thriller despre un băiat all-american descoperă că un nazist de război vieți penale din zona sa.  Adaptarea la film a cântăreței i- a jucat pe Sir Ian McKellen , Brad Renfro și David Schwimmer .

### Anii 2000
Cântăreață în Comic Con 2006, promovând X-Men: The Last Stand
La începutul anilor 2000, Singer spera să dirijeze Confesiunile unei minți periculoase pe baza cărții cu același nume a lui Chuck Barris .  Filmul a fost regizat ulterior de George Clooney pentru Miramax Films cu Sam Rockwell în rolul principal. În februarie 2001, Singer încerca să producă o nouă serie de televiziune Battlestar Galactica pentru Studios SUA (acum NBC Universal Television Studio). Vorbind la BBC News , Singer a spus că este „încrezător că Galacticamarca este un gigant adormit. A fost un spectacol pe care l-am urmărit în timpul rulării sale inițiale, de la pilot până la episodul final. Esența și numele mărcii sunt destul de puternice într-un climat în care există un mare deficit de programare SF. "  Singer a părăsit în cele din urmă proiectul, care a fost produs de o altă echipă de pe Sci Fi Channel .
La mijlocul anului 2004, Singer a fost în negocieri directe X-Men: The Last Stand pentru Fox, când Singer a fost de acord să direcționeze Superman Returns pentru Warner Bros. . În consecință, Fox și-a încheiat acordul de producție cu Bad Hat Harry Productions, compania de producție Singer. 
Superman Returns a fost filmat în Australia în 2005 și a fost lansat la 28 iunie 2006. Singer a susținut că a admirat întotdeauna și s-a identificat cu personajul, citând faptul că el și Superman sunt orfani, menționând că a fost inspirat din 1978 film cu Christopher Reeve și benzile desenate ale lui Alex Ross . 
Cântăreață la premiera Valkyrie în 2009
În august 2009, Universal Pictures a anunțat că Singer va regiza și produce o reimaginare a ecranului mare a seriei de televiziune Battlestar Galactica de la sfârșitul anilor 1970, care nu va extrage niciun material din serialul reinventat al Syfy Channel . 
La 10 septembrie 2009, a fost anunțat că NBC a colaborat cu Singer și Bryan Fuller pentru a adapta Sellevision a lui Augusten Burroughs într-o serie despre o rețea fictivă de cumpărături la domiciliu, potrivit The Hollywood Reporter .  Niciun proiect nu a fost produs în cele din urmă.
La premiera avatarului lui James Cameron pe 16 decembrie 2009, Singer a confirmat că va regiza Jack the Giant Slayer (2013) pentru Warner Bros și că a semnat pentru a face X-Men: First Class ,  dar conflictele dintre cele două proiecte au făcut ca Singer să fie doar producător și co-scenarist la First Class ,  cu Matthew Vaughn preluând sarcini de regie. 

### Anii 2010
În octombrie 2012, s-a anunțat că Singer va regiza următorul film din serie, X-Men: Days of Future Past ; Vaughn a rămas în calitate de producător și scenarist, iar filmul a fost lansat în mai 2014.  Singer a produs reclame pentru înghețata Magnum Gold , în care apare Benicio del Toro .  În 2012, Singer a fost producătorul executiv alături de Jane Lynch al scurtmetrajului, Ronny and I ,  regia lui Guy Shalem care a fost proiectat la Outfest și Cannes.  Singer a regizat un alt film X-Men , X-Men: Apocalypse , că a produs și a scris împreună cu Simon Kinberg , Dan Harris și Michael Dougherty .  Zilele viitorului trecut, vedetele Hugh Jackman , James McAvoy , Michael Fassbender , Nicholas Hoult , Jennifer Lawrence și Evan Peters au făcut echipă împreună cu Singer pentru Apocalypse . 
În 2015, Singer, Bad Hat Harry Productions și Same Name Productions au început să colaboreze la un proiect documentar cu Guy Shalem. Documentarul a fost creat pentru a explora conflictul israeliano-palestinian prin punctul de vedere al unui activist arabo-israelian dinamic. 
În 2016, Fox a anunțat că Singer va regiza versiunea sa de 20.000 de leghe sub mare , după ce i s-a cerut să participe la elaborarea scenariului filmului. 
După lansarea X-Men: Apocalypse , Singer și-a exprimat interesul în regia unui film solo Mystique cu Jennifer Lawrence. 
În noiembrie 2016, s-a anunțat că Singer va regiza filmul biografic Queen Bohemian Rhapsody .  El a produs filmul cu Jim Beach și Graham King .  La 1 decembrie 2017, The Hollywood Reporter a raportat că 20th Century Fox a oprit temporar producția din cauza „indisponibilității neașteptate” a lui Singer, sursele spunând că nu a reușit să se întoarcă la platou după săptămâna de Ziua Recunoștinței. Producătorii au fost nervoși în legătură cu starea de producție și au început discuții despre înlocuirea sa potențială, moment în care cinematograful Newton Thomas Sigel ar fi putut să intervină pentru a regiza în absența lui Singer. Absența lui Singer ar fi fost cauzată de „o problemă personală de sănătate care îl privea [pe el] și familia sa”, iar reprezentanții lui Singer au declarat că acesta își vizitează mama bolnavă.  Cu toate acestea, alte surse au afirmat că actorul principal al filmului Rami Malek și echipa s-au săturat de comportamentul lui Singer; Singer ar fi apărut târziu pentru a stabili în mai multe ocazii și s-a confruntat în mod repetat cu Malek.  La 4 decembrie 2017, Singer a fost demis din funcția de regizor, rămânând aproximativ două săptămâni în fotografia principală.  Înlocuitorul cântărețului Dexter Fletcher este citat spunând că a venit și „tocmai a terminat-o, într-adevăr”.  20th Century Fox a încetat-o pe a saBad Hat Harry Productions se ocupă de studio. Singer a primit în continuare credit de regie pentru Bohemian Rhapsody din cauza unei Guilde a Directorilor din America care a hotărât că numai un singur director poate primi credit. 
La sfârșitul lunii ianuarie 2017, Singer s-a înscris pentru a conduce un pilot de aventură de acțiune în Universul X-Men intitulat The Gifted . Emisiunea a fost difuzată pe Fox și anulată după două sezoane. 

## Viața personală
Singer este deschis bisexual ,  și a spus că , în creștere evreiască și o minoritate sexuală a influențat filmele sale.  El și actrița Michelle Clunie au un fiu care s-a născut în ianuarie 2015. 

## Acuzații de abuz sexual
Vezi și: Mișcarea prea mult.

### Procesul din 1997
În 1997, un tânăr de 14 ani l-a acuzat pe Singer că i-a cerut lui și altor minori să filmeze o scenă de duș în nud pentru filmul Apt Pupil .  Alți doi băieți adolescenți, de 16 și 17 ani, au susținut ulterior afirmația tânărului de 14 ani. Băieții au susținut traume de experiența și a depus un proces civil împotriva realizatorilor întemeiat pe cauzarea de stres emoțional , neglijență , și invadarea vieții private ,  și a susținut că au fost filmate pentru satisfacția sexuală.  În timp ce unele surse afirmă că cauza civilă a fost respinsă din cauza probelor insuficiente, alții indică faptul că a fost soluționată în afara instanței.  Los Angeles County District Attorney Oficiului a refuzat să depună plângere penală. 
În aprilie 2014, Singer a fost acuzat într-un proces civil de agresiune sexuală a unui minor. Potrivit procesului intentat de avocatul Jeff Herman , Singer ar fi drogat și violat pe actorul și modelul Michael Egan în Hawaii, după ce l-a întâlnit la petreceri găzduite de infractorul sexual condamnat, Marc Collins-Rector, la sfârșitul anilor '90.  Avocatul Singer a numit acuzațiile „complet inventate” și a spus că Singer intenționează să contrazică .  Singer a negat acuzațiile într-o declarație, numindu-le „scandalos, vicios și complet fals”.  La 22 mai 2014, avocatul lui Singer i-a prezentat doveziJudecătorul districtului federal Susan Oki Mollway afirmând că nici Singer și nici Egan nu se aflau în Hawaii la acea vreme.  La începutul lunii august 2014, Egan a încercat să-și retragă procesul printr-o cerere de decizie judecătorească de demisie și a cerut să fie acordat „fără a aduce atingere sau a acorda costuri sau taxe, în interesul justiției”. 
În mai 2014, un alt proces a fost intentat de avocatul Jeff Herman în numele unui britanic anonim. Atât cântărețul, cât și producătorul Gary Goddard (care a fost, de asemenea, numit separat în primul caz) au fost acuzați că au agresat sexual „John Doe No. 117”.  Conform procesului, Goddard și Singer l-au întâlnit pe bărbat pentru sex când era minor și s-a angajat în acte de „violență de gen” împotriva sa în timp ce se afla la Londra pentru premiera filmului Superman Returns .  Acuzația împotriva lui Singer în acest caz a fost respinsă, la cererea acuzatorului, în iulie 2014. 
Procese și acuzații din 2014
În aprilie 2014, Singer a fost acuzat într-un proces civil de agresiune sexuală a unui minor. Potrivit procesului intentat de avocatul Jeff Herman , Singer ar fi drogat și violat pe actorul și modelul Michael Egan în Hawaii, după ce l-a întâlnit la petreceri găzduite de infractorul sexual condamnat, Marc Collins-Rector, la sfârșitul anilor '90.  Avocatul Singer a numit acuzațiile „complet inventate” și a spus că Singer intenționează să contrazică .  Singer a negat acuzațiile într-o declarație, numindu-le „scandalos, vicios și complet fals”.  La 22 mai 2014, avocatul lui Singer i-a prezentat doveziJudecătorul districtului federal Susan Oki Mollway afirmând că nici Singer și nici Egan nu se aflau în Hawaii la acea vreme.  La începutul lunii august 2014, Egan a încercat să-și retragă procesul printr-o cerere de decizie judecătorească de demisie și a cerut să fie acordat „fără a aduce atingere sau a acorda costuri sau taxe, în interesul justiției”. 
În mai 2014, un alt proces a fost intentat de avocatul Jeff Herman în numele unui britanic anonim. Atât cântărețul, cât și producătorul Gary Goddard (care a fost, de asemenea, numit separat în primul caz) au fost acuzați că au agresat sexual „John Doe No. 117”.  Conform procesului, Goddard și Singer l-au întâlnit pe bărbat pentru sex când era minor și s-a angajat în acte de „violență de gen” împotriva sa în timp ce se afla la Londra pentru premiera filmului Superman Returns .  Acuzația împotriva lui Singer în acest caz a fost respinsă, la cererea acuzatorului, în iulie 2014. 
Singer a fost citat în filmul documentar din 2014 despre abuzul sexual asupra copiilor la Hollywood, Un secret deschis , dar detaliile acuzațiilor lui Egan au fost omise după ce Egan și-a retras procesul în timpul producției filmului.  Autorul Bret Easton Ellis a susținut că doi dintre foștii săi parteneri au participat la petreceri sexuale minore găzduite de Singer și colegul regizor Roland Emmerich .  

Proces 2017
La 7 decembrie 2017, Cesar Sanchez-Guzman a intentat un proces la Washington împotriva lui Singer, susținând că a fost violat la vârsta de 17 ani de către director în 2003.  Singer a respins acuzațiile și s-a îndepărtat de ochii publicului.  După anunțarea procesului, Școala de Arte Cinematografice a USC a eliminat numele lui Singer din programul Diviziei sale de studii cinematografice și media  o acțiune care fusese petiționată anterior de elevii de la școală din cauza numeroaselor acuzații împotriva l. 
În iunie 2019, mandatarul falimentului lui Sanchez-Guzman, Nancy James, a recomandat aprobarea unui acord de 150.000 de dolari, invocând absența dovezilor că Singer ar fi participat la petrecerea iahtului unde a avut loc presupusul atac. Avocatul lui Singer, Andrew Brettler, a spus că Singer și-a menținut inocența și că „decizia de a soluționa problema cu administratorul falimentului a fost pur una de afaceri”. O mare parte din soluționare s-ar îndrepta către creditorii care plătesc și administratorii cazului, restul fiind alocat lui Sanchez-Guzman. 

Acuzații din 2019
Pe 23 ianuarie 2019, Alex French și Maximillian Potter au publicat în The Atlantic un raport de investigație în care încă patru bărbați au pretins că Singer i-a agresat sexual când erau minori .  Articolul susținea, de asemenea, că procesul din 2017 al lui Sanchez-Guzman a fost blocat atunci când echipa juridică a lui Singer l-a raportat pe Sanchez-Guzman Serviciului de Venituri Interne și oficialilor imigranți din SUA , deși acest lucru a fost contestat de unul dintre avocații lui Singer.  Ca răspuns la acuzațiile bărbaților, Singer a negat orice asociere cu aceștia și i-a descris pe jurnaliști drept „ homofobi ”. 
În urma acuzațiilor reînnoite, GLAAD a retras Bohemian Rhapsody " nominalizare pentru anul de GLAAD Media Award in film remarcabil - lansare largă categorie și a declarat,„răspunsul lui Singer la Atlantic Povestea folosită în mod abuziv «homofobie» pentru a devia de la acuzațiile de agresiune sexuala ".  Time's Up a lansat o declarație pe Twitter aplaudând decizia, afirmând: „Reclamațiile recente privind comportamentul lui Bryan Singer sunt îngrozitoare și TREBUIE să fie luate în serios și investigate”.  La 6 februarie,Academia Britanica de Film si Televiziune a scos numele lui Singer de la Bohemian Rhapsody ' nominalizarea pentru premiul BAFTA pentru cel mai bun film britanic din cauza acuzațiilor împotriva lui. 
Pe 11 februarie, Millennium Films a declarat că Red Sonja , un film pe care Singer fusese atașat să îl regizeze, nu mai era pe lista lor de filme, deși fondatorul companiei Avi Lerner apărase mai devreme angajarea lui Singer în ciuda acuzațiilor. 
| Filme artistice | Filme artistice                                    | Filme artistice | Filme artistice | Filme artistice | Filme artistice                   |
| An              | Titlu                                              | Creditat ca     | Creditat ca     | Creditat ca     | Note                              |
| An              | Titlu                                              | Regizor         | Producător      | Scenarist       | Note                              |
| --------------- | -------------------------------------------------- | --------------- | --------------- | --------------- | --------------------------------- |
| 1988            | Lion's Den                                         | Da              | Da              | Da              | Short film                        |
| 1993            | Public Access                                      | Da              | Da              | Da              |                                   |
| 1995            | The Usual Suspects                                 | Da              | Da              |                 |                                   |
| 1998            | Apt Pupil                                          | Da              | Da              |                 |                                   |
| 1998            | Burn                                               |                 | Da              |                 |                                   |
| 2000            | X-Men                                              | Da              |                 | Da              |                                   |
| 2003            | X2                                                 | Da              |                 | Da              |                                   |
| 2006            | Superman Returns                                   | Da              | Da              |                 |                                   |
| 2006            | Look, Up in the Sky! The Amazing Story of Superman |                 | Da              |                 | Documentary                       |
| 2007            | Color Me Olsen                                     |                 | Da              |                 | Short film                        |
| 2008            | Valkyrie                                           | Da              | Da              |                 |                                   |
| 2009            | Trick 'r Treat                                     |                 | Da              |                 |                                   |
| 2011            | X-Men: First Class                                 |                 | Da              | Da              | [ 2 ] [ 3 ]                       |
| 2013            | Jack the Giant Slayer                              | Da              | Da              |                 | [ 4 ]                             |
| 2014            | X-Men: Days of Future Past                         | Da              | Da              |                 | [ 5 ]                             |
| Television      |                                                    |                 |                 |                 |                                   |
| Year            | Title                                              | Credited as     | Credited as     | Credited as     | Notes                             |
| Year            | Title                                              | Director        | Producer        | Writer          | Notes                             |
| 2004–2012       | House                                              | Da (2004)       | Da              |                 | Directed first and third episode. |
| 2005            | The Triangle                                       |                 | Da              | Da              | Miniseries                        |
| 2006            | The Science of Superman                            |                 | Da              |                 | TV documentary                    |
| 2007            | Football Wives                                     | Da              | Da              |                 | Pilot                             |
| 2007–2009       | Dirty Sexy Money                                   |                 | Da              |                 |                                   |
| 2008            | Valkyrie: The Plot to Kill Hitler                  |                 | Da              |                 | TV documentary                    |
| 2012            | Mockingbird Lane                                   | Da              | Da              |                 | TV special                        |
| Web series      |                                                    |                 |                 |                 |                                   |
| Year            | Title                                              | Credited as     | Credited as     | Credited as     | Notes                             |
| Year            | Title                                              | Director        | Producer        | Writer          | Notes                             |
| 2012            | H+: The Digital Series                             |                 | Da              |                 |                                   |

Actor
- Lion's Den (1988)
- Star Trek Nemesis (2002)
- X2 (2003)
- House (2004)